# Tonda
Tonda es una freguesia portuguesa del concelho de Tondela, con 8,69 km² de superficie y 1.115 habitantes (2001). Su densidad de población es de 128,3 hab/km².